# Кристофајдсов алгоритам
Циљ Кристофајдсовог хеуристичког алгоритма (названог по Никосу Кристофајдсу) јесте да се нађе решење за случајеве "проблем трговачког путника" , где тежине грана задовољавају неједнакост троугла.
Нека {\displaystyle G=(V,w)} буде пример ПТП (проблем трговачког путника), односно {\displaystyle G} је комплетан граф скупом {\displaystyle V} чворова са функцијом тежине {\displaystyle w} додељујући ненегативну целобронју вредност као тежину за сваку грану {\displaystyle G}.

## Алгоритам
Псеудокод:
1. Направите минимално разапињуће стабло МРС {\displaystyle T} од {\displaystyle G}.
2. Нека {\displaystyle O} буде скуп чворова непарног степена у {\displaystyle T} и тражимо савршено подударање {\displaystyle M} са минималном тежином комплетног графа са чворовима из {\displaystyle O}.
3. Комбинују се гране из {\displaystyle M} и {\displaystyle T} да формирају мултиграф {\displaystyle H}.
4. Формира се Ојлеров циклус у {\displaystyle H} (H је Oјлеров, јер је повезан само са чворовима парног степена) .
5. Направи се циклус пронађен у претходном кораку , Хамилтонов, прескачући већ посећене чворове (Shortcutting).

## Приближни однос
Трошкови решења које производи алгоритма су 3/2 од оптимума.
Доказ је следећи:
Нека је A означавају скуп грана оптималног решење ПТП за G. Зато што је (V,A) повезан, он садржи неко разапињуће стабло T и тада w(A) ≥ w(T).
Даље нека {\displaystyle B} означава скуп грана оптималног решења ПТП за комплетан граф преко чворова из {\displaystyle O}.
Зато што су тежине грана троугаоне (посета више чворова не може да смањи укупне трошкове), знамо да
w(A) ≥ w(B).
Показали смо да постоји савршено поклапање чворова {\displaystyle O} и тежина испод w(B)/2 ≤ w(A)/2 и зато имамо исту горњу границу за {\displaystyle M} (јер је {\displaystyle M} савршено поклапање са минималним трошковима).
Зато што {\displaystyle O} мора да садржи паран број чворова, савршено подударање постоји. Нека
e1,...,e2k буде (једини) Ојлеров пут у {\displaystyle (O,B)}.
Јасно је да се
e1,e3,...,e2k-1 и
e2,e4,...,e2k савршено поклапају , па је тежина барем једног од њих је
мања или једнака w(B)/2.
Тако је w(M)+w(T) ≤ w(A) + w(A)/2 и из неједнакости троугла следи да је алгоритам 3/2-приближан.